# 霍勒姆
霍勒姆（波斯語：خلم）是阿富汗的城市，由巴爾赫省負責管轄，位於該國北部，距離馬扎里沙里夫60公里，是綿羊和羊毛的貿易中心，2012年人口16,597，大多數居民是塔吉克人。